# Куланотпес (Донской сельский округ)
Куланотпес (каз. Құланөтпес) — село в Нуринском районе Карагандинской области Казахстана. Административный центр сельского округа Донской. Находится на правом берегу реки Куланотпес примерно в 72 км к западу от районного центра, посёлка Нура. Код КАТО — 355241100.

## Население
В 1999 году население села составляло 1055 человек (523 мужчины и 532 женщины). По данным переписи 2009 года, в селе проживало 450 человек (214 мужчин и 236 женщин).